# Gran Turismo 7
Gran Turismo 7 est un jeu vidéo de course automobile développé par Polyphony Digital et publié par Sony Interactive Entertainment, sorti le 4 mars 2022 sur PlayStation 4 et PlayStation 5. Il s'agit du septième volet principal de la série Gran Turismo.

## Système de jeu
Gran Turismo 7 est un jeu de simulation automobile dit sim racing. Le jeu propose 39 circuits, 82 tracés et plus de 500 véhicules à collectionner. Cette édition intègre le retour d'une campagne solo nécessitant la réalisation d'épreuves, sous la forme de "Menus" accessibles dans l'espace "Café" du jeu ainsi que le retour des épreuves de permis et de défis. Chaque "Menu" permet de découvrir le jeu et d'en débloquer les différentes fonctionnalités. Le mode multijoueur en ligne "Sport" n'est, par exemple, pas utilisable avant d'avoir terminé le Menu numéro 9.
Cette édition voit également le retour de la possibilité de modifier et d'améliorer les véhicules du jeu, que ce soit d'un point de vue esthétique ou mécanique, et des conditions météorologiques changeantes ; ces deux éléments étaient absents de Gran Turismo Sport.
Comme son prédécesseur Gran Turismo Sport, le jeu nécessite une connexion permanente à Internet, la perte de cette connexion entraînant l'arrêt immédiat de l'épreuve en cours même si celle-ci n'est pas en ligne. Kazunori Yamauchi explique que cette décision est liée à la protection contre la triche.

## Développement
Le jeu est annoncé le 11 juin 2020 lors de la révélation de la PlayStation 5. D'abord envisagé comme un titre exclusif de la Playstation 5, PlayStation Studios annonce en juin 2021 que le jeu sera accessible également sur Playstation 4.
Le menu principal du jeu s'est révélé être similaire à celui du style de menu de Gran Turismo 4. Au cours de la bande-annonce annoncée, des fonctionnalités classiques sont présentées, telles que le retour des événements spéciaux, des championnats, de l'école de conduite, du magasin de pièces de tuning, du concessionnaire de voitures d'occasion et de GT Auto, tout en conservant le nouveau mode GT Sport, Brand Central et Discover,,.
En février 2023, la mise à jour 1.29 ajoute les fonctionnalités du casque PlayStation VR2 et si cette intégration de la réalité virtuelle était déjà présente partiellement dans Gran Turismo Sport, elle couvre ici l'ensemble des fonctionnalités du jeu.

## Accueil
Gran Turismo 7 reçoit un accueil généralement favorable, avec une note moyenne de 87/100 pour la version PS5 sur Metacritic et de 82/100 pour la version PS4.
Toutefois, le jeu a fait l'objet d'un review bombing sur Metacritic après le déploiement du patch de la version 1.07 le 18 mars 2022. Les utilisateurs ont exprimé leur mécontentement en faisant diminuer fortement la note moyenne du jeu, notamment du fait de la diminution des récompenses de victoire et la grande incitation à l'utilisation de microtransactions pour progresser dans le jeu,,.